# Anaticola rheinwaldi
Anaticola rheinwaldi är en insektsart som beskrevs av Eichler och Vasjukova 1980. Anaticola rheinwaldi ingår i släktet Anaticola, och familjen fjäderlöss. Arten är reproducerande i Sverige.